# Valená klenba

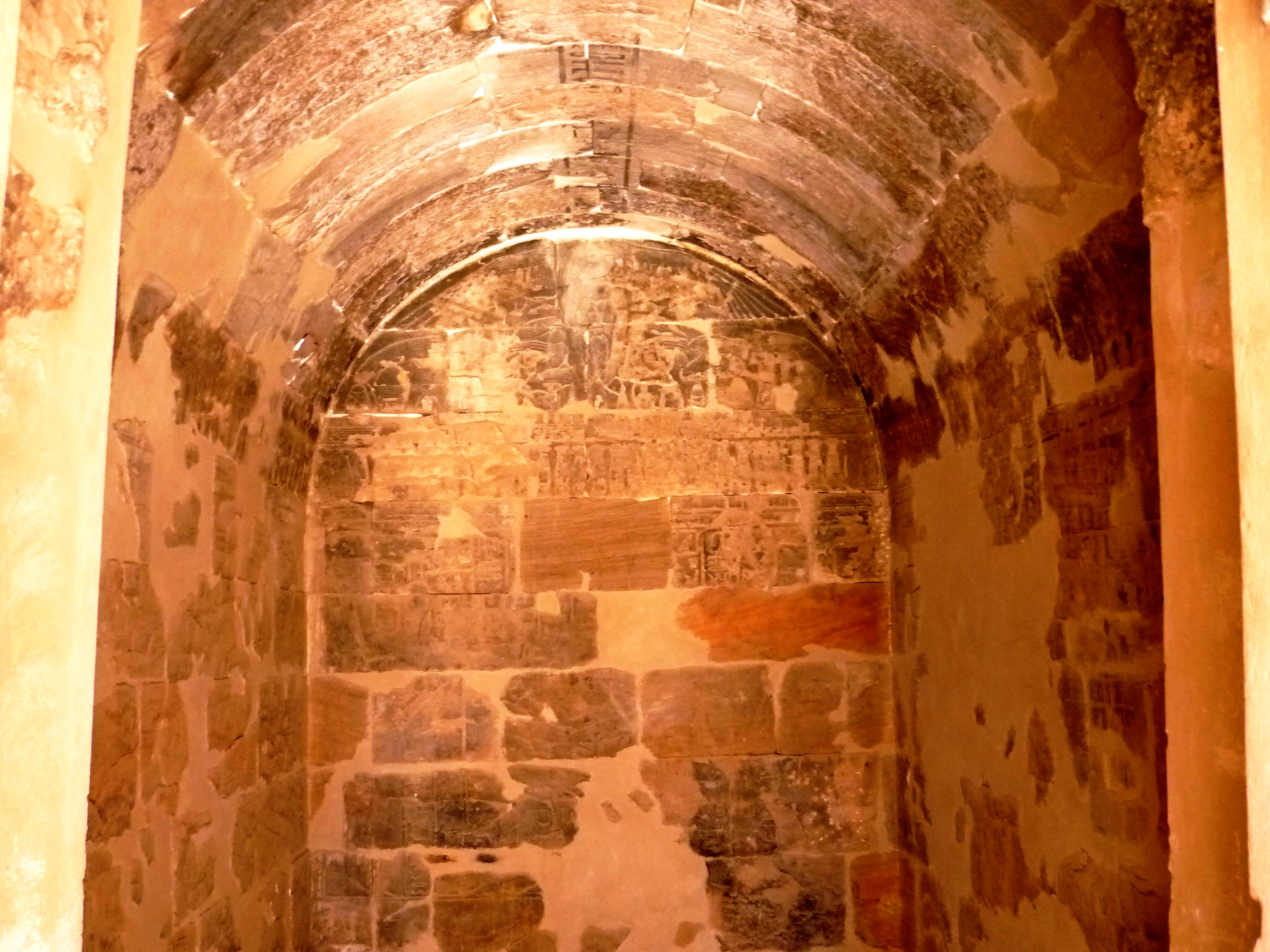
Kamenná valená klenba (Théby, Egypt)

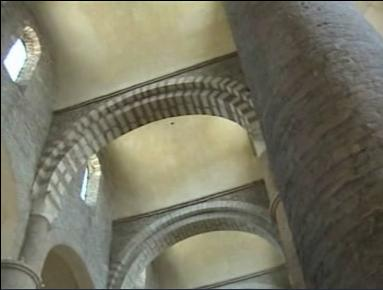
Příčné valené klenby (Tournus, Francie)

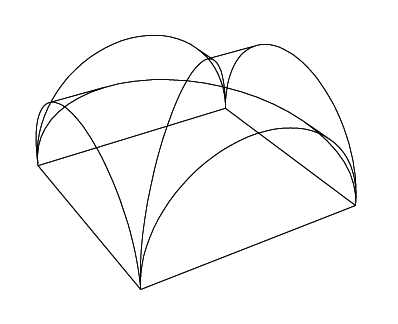
Křížová klenba

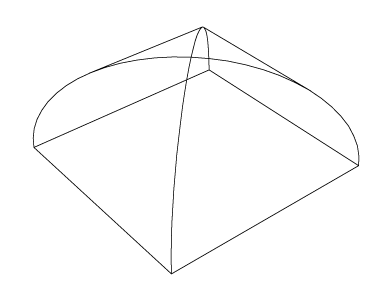
Klášterní klenba

Valená klenba je klenba ve tvaru půlválce nebo válcové úseče, která překlenuje prostor mezi dvěma stěnami, na něž přenáší značné boční síly.

## Popis
Valená klenba stojí na dvou protilehlých stěnách jako patách, případně na vodorovných nosnících. Jako betonová skořepina může být také samonosná. Geometricky ji tvoří čelní oblouk, charakterizovaný rozpětím, výškou a tvarem, který také odpovídá příčným řezům klenby po celé její délce. Přímka, spojující nejvyšší body líce klenby, je vrcholnice. Tvar klenby může být půlválec nebo výseč válce, v barokní době často zploštělý nebo elipsovitý, aby se snížila výška klenby. V cihlovém a kamenném provedení však výška tvořila nejméně 1/9 rozpětí.
Tvar klenby může být souměrný, ale pokud jsou patní přímky v různé výšce, vzniká tzv. „kobylí hlava“ s vrcholnicí blíže k vyšší patě. Valené klenby se mohou křížit, čímž vzniká buďto křížová klenba nad čtyřmi oblouky, anebo klášterní klenba nad čtyřmi stěnami s přímkovou patou. V podlouhlých prostorách, pokud kápě od užších stran nedosahují až k sobě, vzniká tak necková klenba. U velkých prostorů (kostely, zámecké sály) se od renesance do valené klenby prolamují boční lunety, zejména nad okny, aby se prostor lépe osvětlil.

## Konstrukce
Valená klenba přenáší na stěny velké boční síly. To není problém u tunelů, šachet a stok, ale u pozemních staveb to zpočátku vyžadovalo velmi silné stěny, případně s vnějšími podporami. Valené klenby s velkým rozpětím proto musí šetřit s hmotností. Od renesance, kdy převládají cihlové klenby, se tloušťka klenby od patek k vrcholu zmenšuje. Střední část klášterní klenby se někdy nahrazuje plochou výplní, tzv. zrcadlem (zrcadlová klenba). V 19. století se často používaly ploché valené cihlové vyzdívky mezi ocelovými nosníky, zejména ve sklepích obytných domů apod.
Valená klenba, ať kamenná nebo cihlová, je buďto postavena na stěnách, je do nich zapuštěna, anebo stojí na výstupku ve stěně. Kameny do klenby jsou přesně tesané a mírně klínovité. Cihly mohou být tzv. klínovky, anebo se oblouk vytváří jen klínovitou vrstvou malty. Zdí se obvykle od obou stěn souměrně a v krátkých pasech na pohyblivé tvarové bednění či skruž, tzv. ramenátek, který je podložen klíny. Po vytvrdnutí pasu se klíny vyrazí, bednění posune ve směru osy klenby a pokračuje se dalším pasem. Kameny i cihly všech pasů však musí být mezi sebou vázány. V úžlabí mezi rubem (svrchní stranou) klenby a stěnou se často vyzdívá tzv. nadezdívka, která spojení upevňuje.

## Historie
Valená klenba jako dlouhý (protáhlý) oblouk je jednou z nejstarších forem klenby. Užívala se už od 4. tisíciletí př. n. l. v Asýrii a v Egyptě, dále ve starověkém Římě, a to jak pro inženýrské stavby (stoky, mosty), tak pro stavby monumentální. Při stavbě velkých chrámů ji ve středověku vytlačila křížová klenba, která může být lehčí a lze ji postavit i nad čtyřmi sloupy. Od renesance se valené klenby běžně užívaly až do 19. století pro zastropení malých i velkých prostorů a dodnes se užívají u inženýrských staveb. Občas se užívá u monumentálních staveb v samonosném betonovém provedení.